# Hippogriff

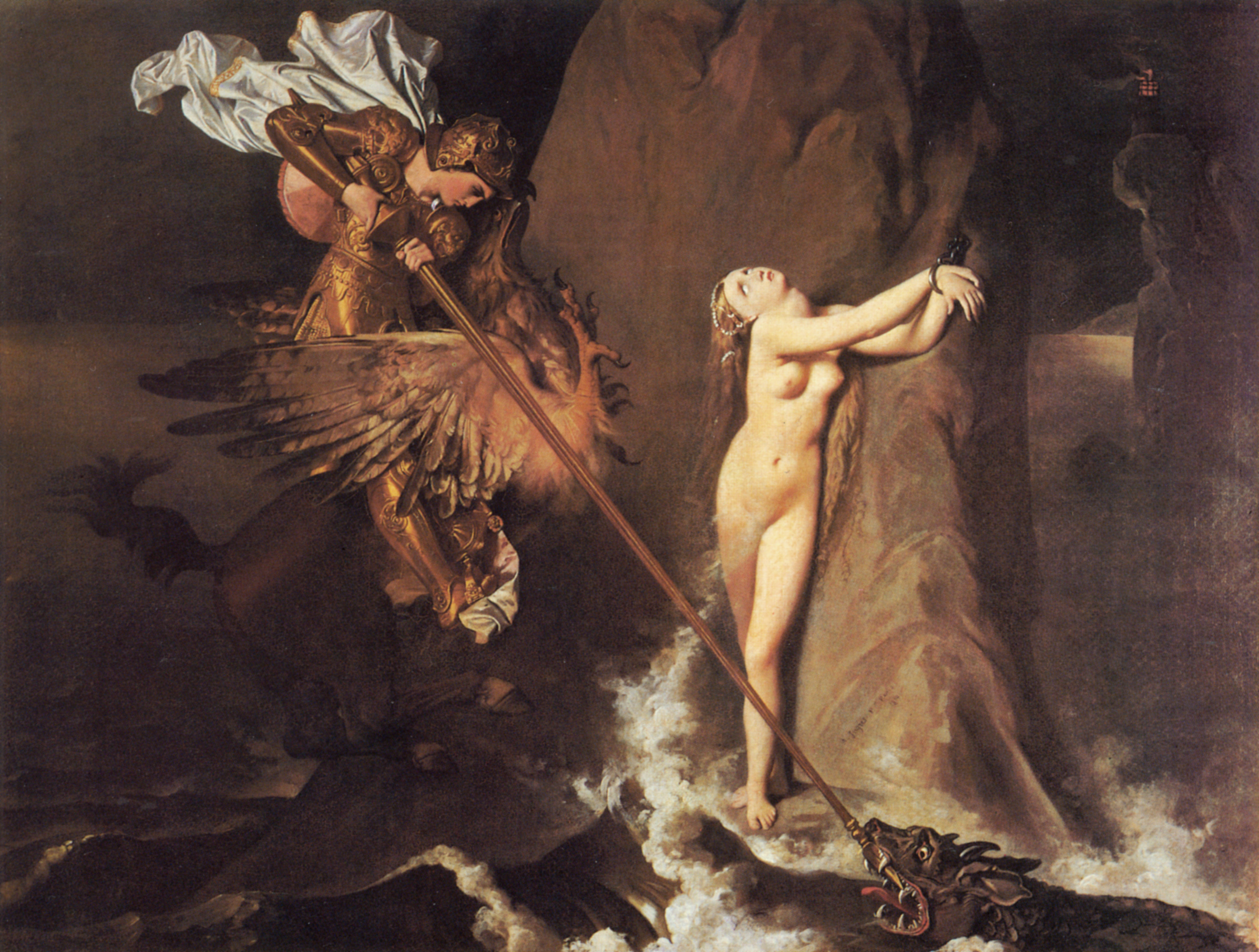
A hippogriffen lovagló Roger megmenti Angelicát Jean Auguste Dominique Ingresnek Az eszeveszett Orlando egyik jelenetét ábrázoló 1819-es festményén.

A hippogriff a középkori irodalomban a griff és a kanca nászából származó sasfejű, sasszárnyú, lótestű lény. A ló és a griff párzása Vergilius egyik eklogájából ered, ahol a lehetetlen dolog szimbóluma; magát a hippogriffet Ludovico Ariosto olasz költő találta ki 1516-ban, Az eszeveszett Orlando című költeményben, ahol a főhősök hátasául szolgál.

## Az irodalomban
- Csikócsőr (később Szilajszárny) J. K. Rowling – Harry Potter és az azkabani fogoly